# Radim (district de Jičín)
Pour les articles homonymes, voir Radim.
Radim est une commune du district de Jičín, dans la région de Hradec Králové, en République tchèque. Sa population s'élevait à 444 habitants en 2022.

## Géographie
Radim se trouve à 6 km au nord-est de Jičín, à 40 km au nord-ouest de Hradec Králové et à 83 km au nord-est de Prague.
La commune est limitée par Syřenov au nord, par Úbislavice à l'est, par Dřevěnice au sud-est, par Úlibice au sud, et par Jičín, Valdice et Soběraz à l'ouest.

## Histoire
La première mention écrite de la localité date de 1393.

## Parimoine

### Patrimoine civil

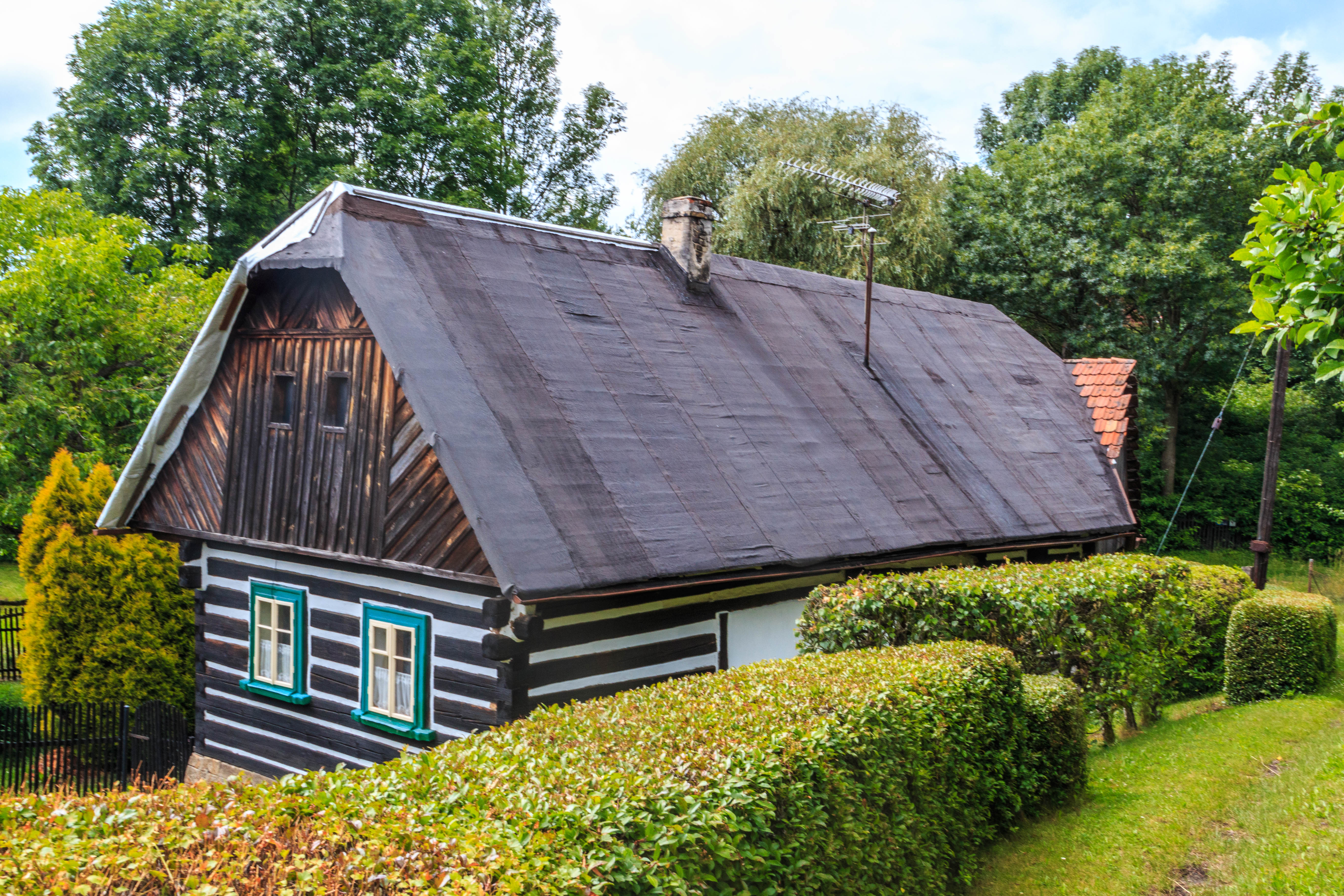
Maison traditionnelle à Lhan.
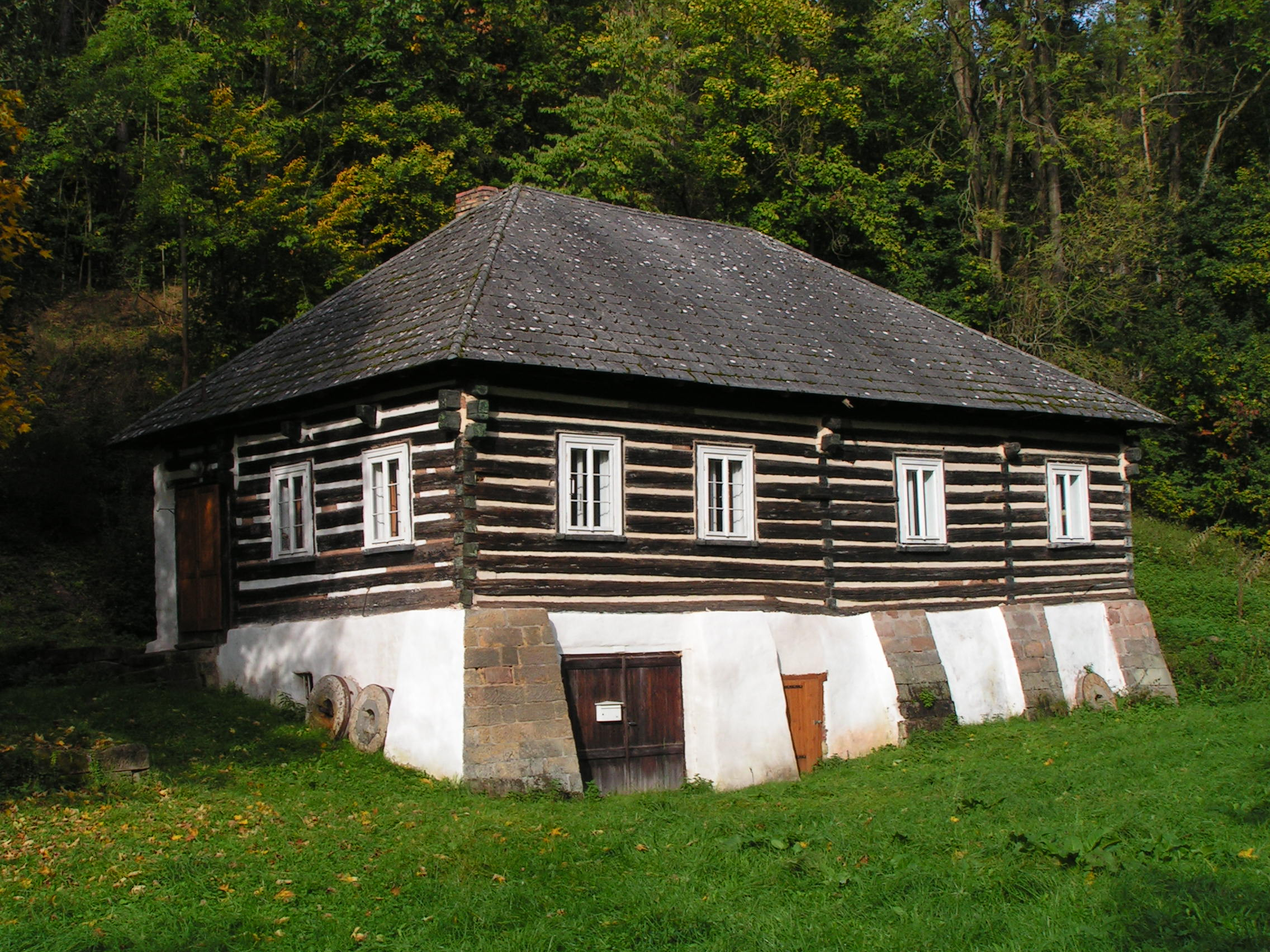
Maison traditionnelle à Radim.

### Patrimoine religieux

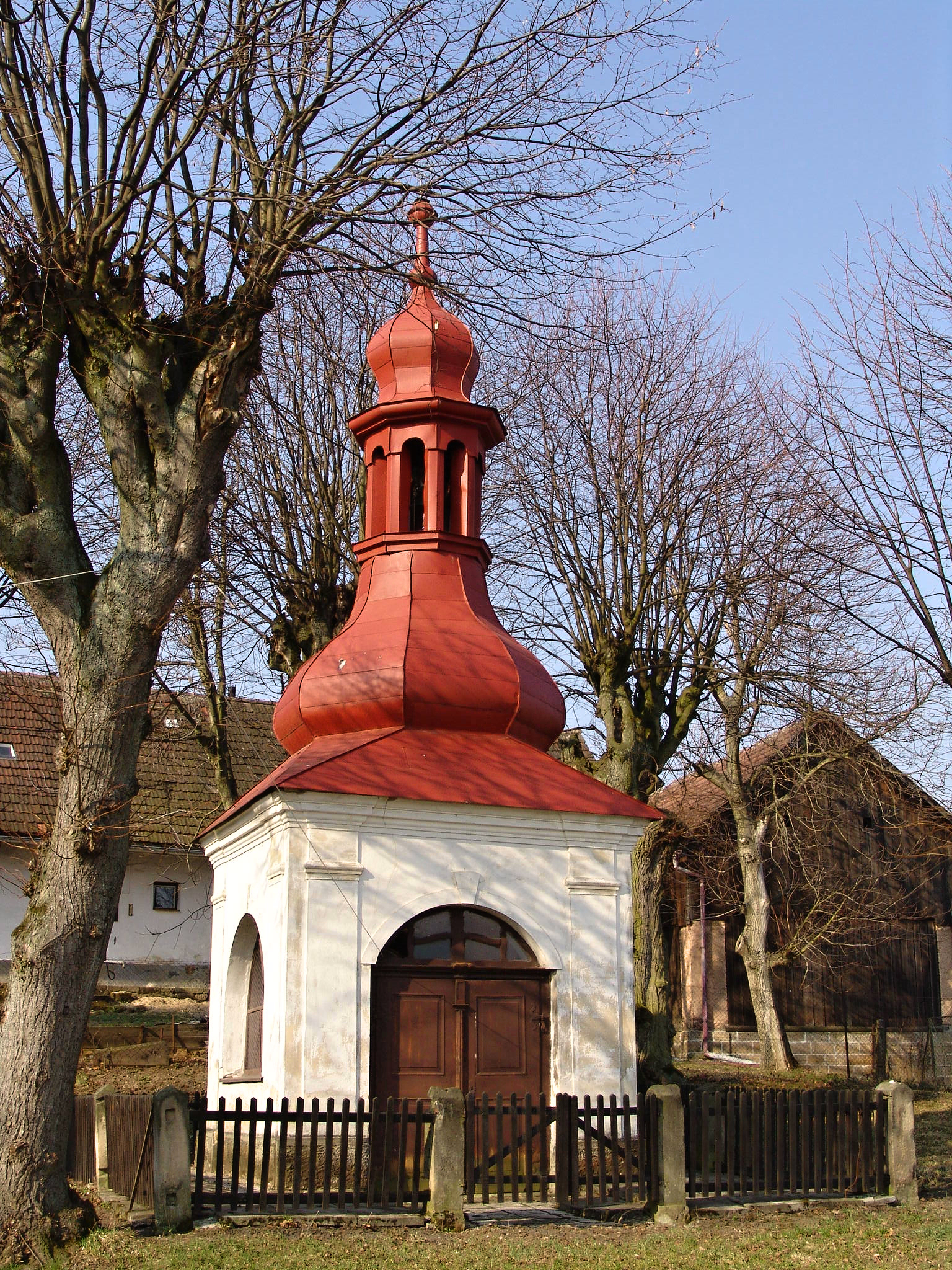
Chapelle à Studeňany.
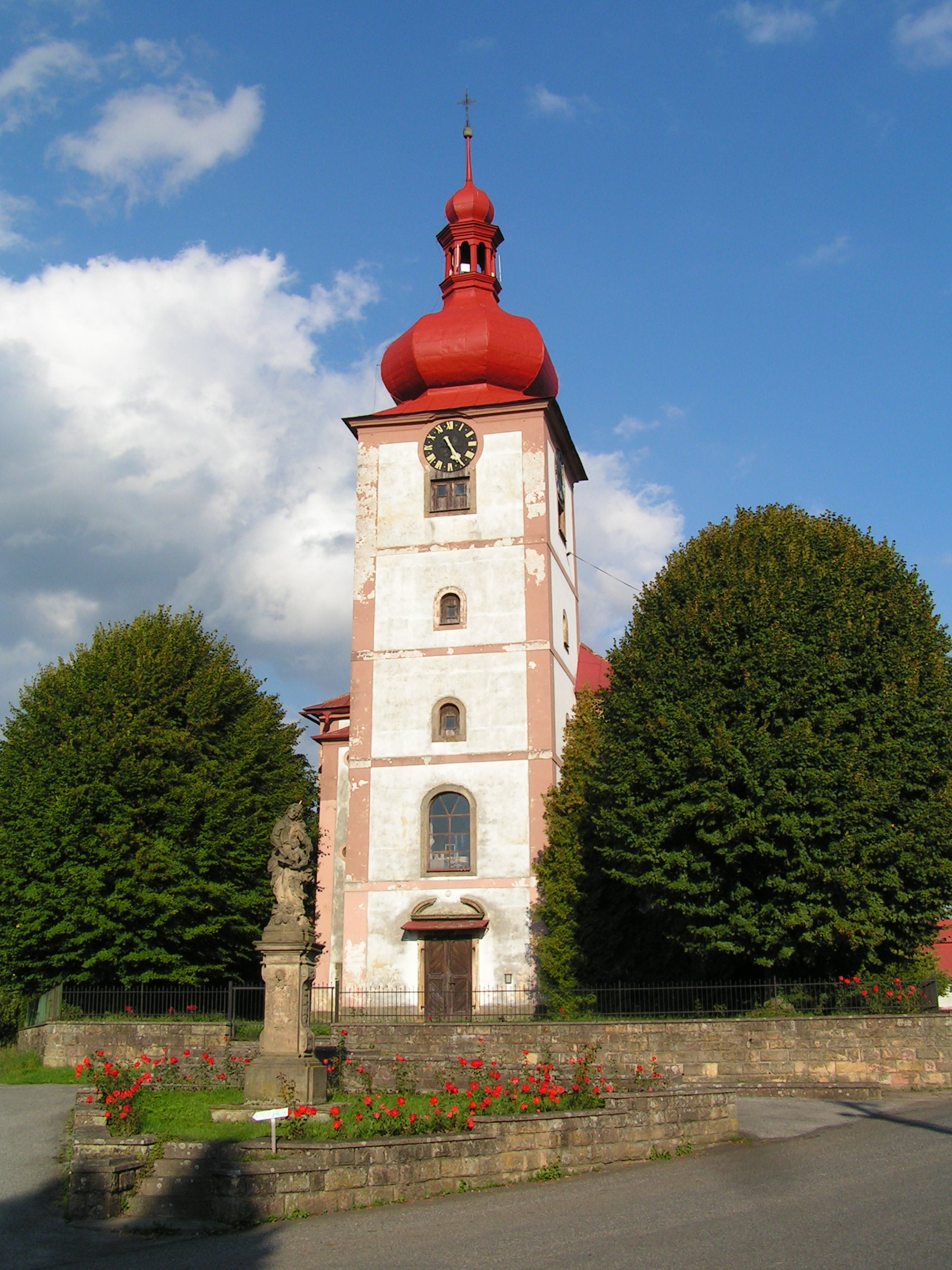
Église Saint-Georges à Radim.
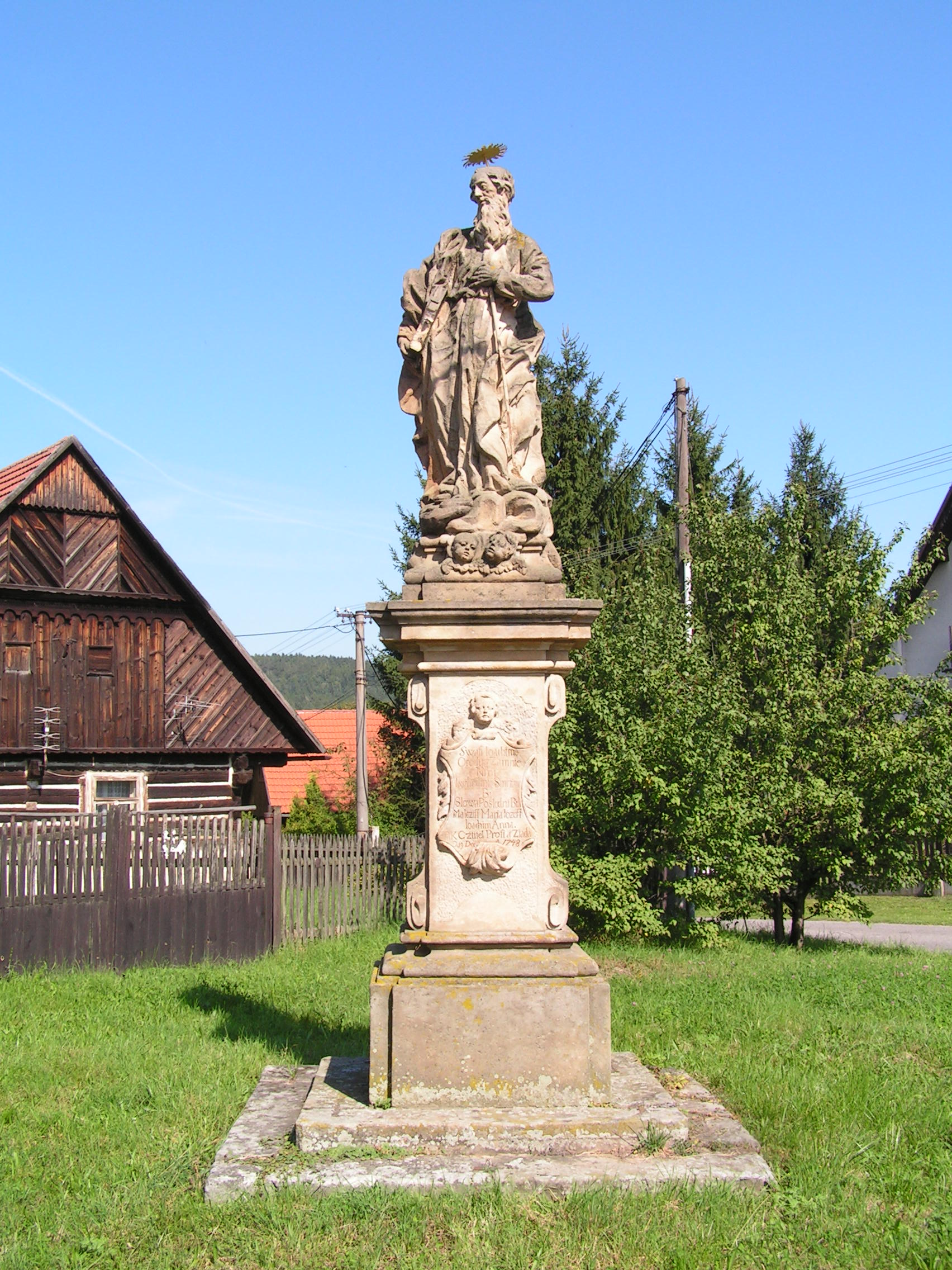
Statue de saint Joachim à Radim.

## Administration
La commune se compose de cinq sections :
- Lháň
- Podhájí
- Radim
- Studeňany
- Tužín

## Transports
Par la route, Radim se trouve à 7,5 km de Jičín, à 45 km de Hradec Králové et à 104 km de Prague.